# Тимофєєв Сергій Олександрович
Тимофєєв Сергій Олександрович — радянський, український кінооператор.

## Життєпис
Народ. 31 травня 1944 р. у с. Макеївці Донецької обл. в родині службовця. Закінчив операторський факультет Всесоюзного державного інституту кінематографії(1975). Завідував фотолабораторією Донецького інституту «Автоматміськмаш», був фотографом-оператором Донецької студії телебачення.
З 1976 р. — оператор «Укркінохроніки».
Зняв стрічки: «Сталевар» (1976), «Правофлангові» (1977), «Дорогою батьків» (1978, у співавт., Перший приз Всесоюзного огляду-конкурсу, присвяченого 60-річчю ВЛКСМ, Москва, 1979), «Голосуємо за Конституцію», «Естетика оформлення інтер'єрів», «Вернісажі села Прелєсного» (1978), «Донецьк — шахтарська столиця», «Незабутні зустрічі» (1979), «Ленінський стиль», «Крутовики» (1980, Диплом і приз Всесоюзного огляду-конкурсу фільмів про робітничий клас, Ярославль, 1981), «Квіти Світлани Семенюк» (1982); «Липневі грози» — дилогія: «Страйк» (1989) і «Викид» (1991, у співавт. з В. Кріпченком; реж. А. Карась і В. Шкурин); «50 років Перемоги» (1995, у співавт. В. Таранченком) та ін.
Член Національної Спілки кінематографістів України.